# Maritzburg United Football Club
O Maritzburg United Football Club é um clube de futebol sul-africano com sede em Pietermaritzburg. A equipe compete na Campeonato Sul-Africano de Futebol (PSL).

## História
O Maritzburg United F.C. foi criado em 1979.
O Maritzburg United F.C. x SuperSport United: 2022 